# راي وليام كلوف
راي وليام كلوف (بالإنجليزية: Ray W. Clough)‏ وُلد في 23 يوليو عام 1920 في مدينة سياتل، وتُوفي في 8 أكتوبر 2016، كان أستاذًا في الهندسة الإنشائية لكل من بايرون إل وإلفيرا نيشكيان في قسم الهندسة المدنية في جامعة كاليفورنيا في مدينة بيركلي وأحد مؤسسي طريقة طريقة العناصر المنتهية (FEM)، وكانت مقالته في عام 1956 واحدةً من أول التطبيقات لهذه الطريقة الحسابية وصاغ مصطلح «العناصر المحدودة» في مقال من تأليفه في عام 1960.
في خريف 2008، تم الاعتراف بـراي وليام كلوف كـ «أسطورة هندسة الزلازل» في المؤتمر العالمي لهندسة الزلازل في الصين. ومن أبرز ما عُرف عن راي وليام عمله في مجال هندسة الزلازل، ويعود الفضل له في تطوير وتطبيق طريقة رياضية وهي تحليل العناصر المحدودة، التي أحدثت ثورة في النمذجة العددية للعالم المادي، وقام الدكتور كلوف بتطوير الطريقة لتمكين التحليل الديناميكي للهياكل المعقدة، وشارك في تأليف النص النهائي على ديناميكيات الهيكلية، وبعد ثلاثة عقود، لا يزال هذه النظرية مستخدمة على نطاق واسع. كما قام بتحويل المجال من خلال تطوير النظريات الأساسية والتقنيات الحسابية والأساليب التجريبية خلال ما يقرب من 40 عامًا في بيركلي، قام بالتدريس والإرشاد وتوجيه العديد من الطلاب.
وأصبح راي وليام كلوف أستاذًا فخريًا في الهندسة المدنية والبيئية بجامعة كاليفورنيا في بيركلي. ويعود له الفضل في تطوير مركز أبحاث هندسة الزلازل في بيركلي، وهو مركز للبحوث الهندسية التحليلية، وتوفير المعلومات، وبرامج الخدمة العامة. وحاز على العديد من الأوسمة منها ميدالية الأمير فيليب من الأكاديمية الملكية للهندسة في لندن، وهو عضو في الأكاديمية الوطنية للعلوم، والأكاديمية الوطنية للهندسة، وجمعية العلماء النرويجيين الملكية، والأكاديمية الصينية للهندسة. وحصل على قلادة إرينجين في عام 1992و في عام 1994 قدم الرئيس كلينتون قلادة العلوم الوطنية إلى وليام كلوف وفي عام 2006 حصل على ميدالية بنجامين فرانكلين في الهندسة المدنية من معهد فرانكلين. وتُوفي في 8 أكتوبر 2016، عن عمر يُناهز 96 عامًا.